# Fotbollsallsvenskan 1968
Fotbollsallsvenskan 1968 spelades 15 april–27 oktober 1968, och vanns av Östers IF. Vårsäsongen spelades 15 april–19 juni och höstsäsongen 8 augusti–27 oktober.
Serien blev på flera sätt historisk, med en rekordjämn avslutning, tätt i både topp och botten samt en SM-vinnande debutant i form av Öster. Säsongen avslutades med fyra lag på samma poäng i toppen och målräkning för att avgöra SM-medaljerna, samtidigt som fem lag utkämpat en kamp undan nedflyttning och även där med målräkning som slutlig avgörare. Östers IF, som inte lett serien någon del av säsongen, vann SM-guld som allsvensk debutant, något inget annat svenskt fotbollslag lyckats med.

## Historik

### Bakgrund och nykomlingar
Den allsvenska serien anno 1968 bestod av tolv lag, med bland annat två från Stockholm, två från Skåne och tre från Göteborg. Det sydligaste laget var Malmö FF och det nordligaste AIK. Säsongens båda nykomlingar från Division 2 var Östers IF och Åtvidabergs FF.
De båda uppflyttade lagen präglade säsongen på olika sätt. Den allsvenska skytteligan togs hem av ÅFF:s Ove Eklund, med Östers Harry Bild och Inge Ejderstedt på andra respektive tredje plats. 
Växjölaget Öster stod också för säsongens högsta publiksnitt – 15 622. Lagets hemmaarena, nyligen ombyggda Värendsvallen, hade en publikkapacitet på knappt 18 000 personer. I det allsvenska kvalet året före hade Öster dock slagit publikrekord med 26 404 personer i kvalfinalen mot Brage, ett rekord som står sig än på 2010-talet.

### Säsongsutvecklingen
Bland de etablerade allsvenska lagen gjorde flera mindre bra säsonger. Alla tre göteborgslag – IFK, Gais och ÖIS – tillbringade i stort sett hela säsongen på den undre halvan av tabellen.

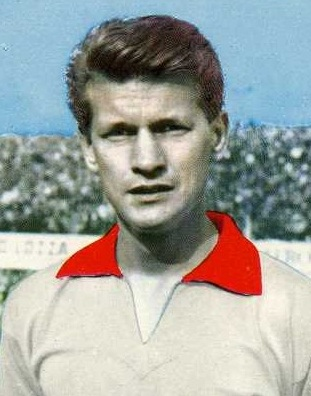
AIK:s Kurt Andersson (här i italienska Vareses dräkt) bidrog till lagets största seger under säsongen.

De båda stockholmslagen i serien rönte olika allsvenska öden 1968. Medan Djurgården tävlade om ligasegern, kämpade AIK om att undvika nedflyttning. I säsongsledningen radade AIK upp dåliga resultat, och först i sjunde omgången kunde man nå lagets första matchseger. Detta innebar att man redan från start var indraget i bottenstriden. Starten av höstsäsongen inleddes med en mycket målrik match, där AIK (förstärkta med det tidigare Italienproffset Kurt Andersson) vann mot IFK Göteborg med 9–3. Trots detta fortsatte AIK:s svårigheter att göra sig gällande, och osäkerheten kring nedflyttningsstrecket kvarstod ända in i sista omgången.

### Serieavslutning
1968 års säsong kom att bli den jämnaste i Allsvenskan under 1900-talet. Inför den sista omgången, den sista helgen i oktober månad, kunde fem lag vinna SM-guld. Lika många lag kunde åka ur serien.
I näst sista omgången vann bland annat AIK hemma på Råsunda över Öster med 1–0. Lill-Garvis Carlsson gjorde sin sista hemmamatch för AIK, och han avslutade den tioåriga sviten med att göra matchens enda mål. Detta mål tycktes också spoliera chanserna för nykomlingen Öster, som inte varit i serieledning någon del av säsongen, att göra sig gällande i den allsvenska slutstriden.
Den sista omgången blev dock dramatisk på flera sätt. Öster vann hemma på Värendsvallen mot Örgryte och förpassade därmed göteborgslaget ner i Division 2. De båda målen i Östers segermatch gjordes av Harry Bild och Inge Ejderstedt, som i årets skytteliga hamnade på andra respektive tredje plats.
Även de övriga resultaten kom att gå Östers väg:
- mötet mellan Djurgården och IFK Göteborg slutade 1–1 (DIF tappade i toppen, medan IFK säkrade den allsvenska platsen)
- Gais-AIK slutade 2–0 (ytterligare ett göteborgslag räddade kontraktet)
- Malmö FF–Elfsborg slutade 0–0 (MFF tappade greppet om SM-guldet)
- Åtvidaberg–Hälsingborg slutade 6–1
- Örebro–Norrköping slutade 0–2[7]

När slutsignalen gick på Värendsvallen hade Öster ännu inte vunnit allsvenskan; Malmö FF–Elfsborg pågick ännu. De närvarande på Värendsvallen samlade sig kring radioapparaterna, och efter några minuter stod det klart att Elfsborgs storspelande målvakt John Hedin förhindrat Malmö FF från att ta det guld som de kunde vunnit av egen kraft.
Norrköpings bortavinst mot Örebro innebar att laget erövrade det "lilla allsvenska silvret" (tredje plats), medan Hälsingborgs storförlust mot ÅFF fick än större följder. HIF passerades i sista omgången av både IFK Göteborg och Gais och fick göra sällskap med Örgryte ner i Division 2. Skånelaget förlorade streckstriden mot AIK på grund av sämre målskillnad (–15 mot –8 mål), och redan efter ett tidigt tremålsunderläge mot Åtvidaberg var AIK-HIF-kampen om strecket i praktiken avgjord. Det skulle därefter dröja 24 år innan Hälsingborg, då som Helsingborg, återkom till den högsta svenska fotbollsserien.
I botten skiljde slutligen bara två poäng mellan åttonde och tolfte (sista) lag. Endast Elfsborg och Åtvidaberg i mitten av tabellen stod utanför den omedelbara dramatiken inför och under den sista spelomgången.
Djurgårdens och Malmö FF:s båda kryssmatcher i sista omgången innebar att Öster för första gången kunde gå förbi och upp i serieledning. De fyra medaljlagen hamnade i tabellen på samma poäng och kunde endast skiljas åt efter räkning av målskillnad. Denna räkning slutade till Östers fördel (16 plusmål), före Malmö FF (+15), IFK Norrköping (+12) och Djurgården (+7). Östers IF är också hittills den enda allsvenska debutant som inlett med att vinna serien.

## Tabeller

### Poängtabell
| Nr | Lag                | S  | V  | O | F  | GM | IM | MS  | P  |
| -- | ------------------ | -- | -- | - | -- | -- | -- | --- | -- |
| 1  | Östers IF (U)      | 22 | 12 | 3 | 7  | 44 | 28 | +16 | 27 |
| 2  | Malmö FF (RM)      | 22 | 11 | 5 | 6  | 42 | 27 | +15 | 27 |
| 3  | IFK Norrköping     | 22 | 11 | 5 | 6  | 36 | 24 | +12 | 27 |
| 4  | Djurgårdens IF     | 22 | 10 | 7 | 5  | 36 | 29 | +7  | 27 |
| 5  | Örebro SK          | 22 | 11 | 3 | 8  | 34 | 35 | −1  | 25 |
| 6  | IF Elfsborg        | 22 | 8  | 7 | 7  | 33 | 28 | +5  | 23 |
| 7  | Åtvidabergs FF (U) | 22 | 11 | 0 | 11 | 34 | 29 | +5  | 22 |
| 8  | Gais               | 22 | 7  | 4 | 11 | 29 | 36 | −7  | 18 |
| 9  | IFK Göteborg       | 22 | 5  | 8 | 9  | 30 | 42 | −12 | 18 |
| 10 | AIK                | 22 | 5  | 7 | 10 | 28 | 36 | −8  | 17 |
| 11 | Hälsingborgs IF    | 22 | 7  | 3 | 12 | 23 | 38 | −15 | 17 |
| 12 | Örgryte IS         | 22 | 4  | 8 | 10 | 28 | 45 | −17 | 16 |

### Resultattabell

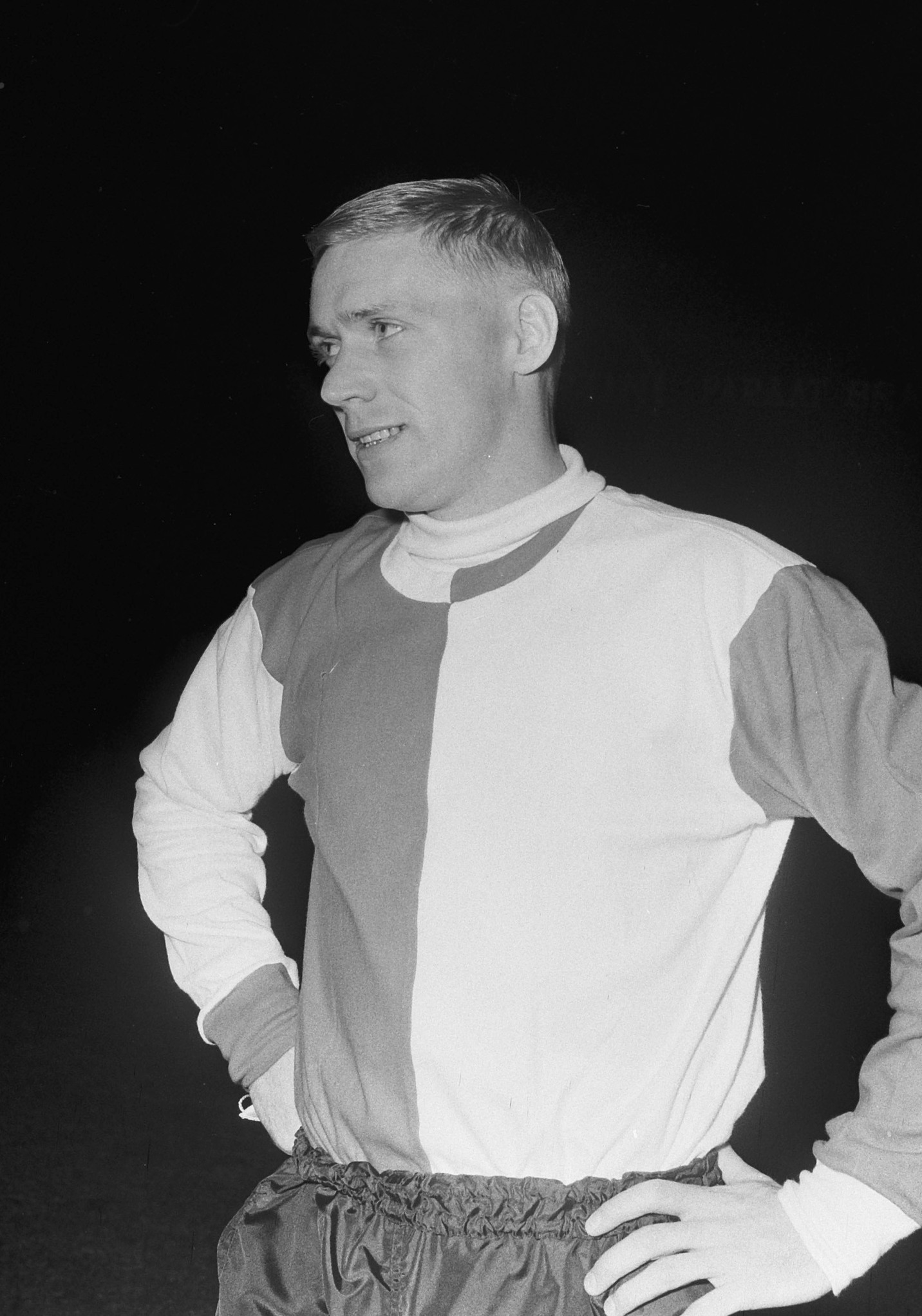
Harry Bild, målskytt i slutomgången och tvåa i säsongens skytteliga.

| Hemma \ Borta   | AIK | DIF | GAIS | HIF | IFE | IFKG | IFKN | MFF | ÅFF | ÖSK | ÖIS | ÖIF |
| AIK             | —   | 0–4 | 2–0  | 0–4 | 0–0 | 9–3  | 1–1  | 0–1 | 2–0 | 1–3 | 3–3 | 1–0 |
| Djurgårdens IF  | 2–0 | —   | 4–1  | 0–0 | 1–1 | 1–1  | 2–1  | 2–2 | 2–1 | 1–3 | 0–3 | 2–1 |
| Gais            | 2–0 | 3–1 | —    | 1–3 | 3–0 | 3–0  | 0–2  | 0–2 | 1–0 | 4–1 | 1–1 | 1–3 |
| Hälsingborgs IF | 1–0 | 0–2 | 2–2  | —   | 0–2 | 0–3  | 1–3  | 2–0 | 1–3 | 0–1 | 1–0 | 1–3 |
| IF Elfsborg     | 1–1 | 4–0 | 3–1  | 1–1 | —   | 2–1  | 1–2  | 1–2 | 1–3 | 3–1 | 4–2 | 0–3 |
| IFK Göteborg    | 2–1 | 1–1 | 0–0  | 1–2 | 3–2 | —    | 1–1  | 2–3 | 1–0 | 1–3 | 1–1 | 2–3 |
| IFK Norrköping  | 2–2 | 2–2 | 1–0  | 3–0 | 1–1 | 0–1  | —    | 4–1 | 1–0 | 0–2 | 1–0 | 2–0 |
| Malmö FF        | 3–1 | 1–1 | 1–2  | 2–0 | 0–0 | 1–1  | 4–1  | —   | 1–0 | 1–1 | 5–1 | 4–0 |
| Åtvidabergs FF  | 2–1 | 0–2 | 3–0  | 6–1 | 2–1 | 2–1  | 3–1  | 2–1 | —   | 4–0 | 0–2 | 0–3 |
| Örebro SK       | 1–2 | 1–0 | 2–1  | 2–1 | 0–3 | 1–1  | 0–2  | 2–1 | 0–1 | —   | 1–3 | 2–1 |
| Örgryte IS      | 1–1 | 2–4 | 2–2  | 0–2 | 0–0 | 2–2  | 0–4  | 0–5 | 3–1 | 1–4 | —   | 1–1 |
| Östers IF       | 0–0 | 1–2 | 3–1  | 3–0 | 1–2 | 4–1  | 2–1  | 4–1 | 3–1 | 3–3 | 2–0 | —   |

## Skytteligan
- 17 mål: Ove Eklund, Åtvidabergs FF[1]
- 14 mål: Harry Bild, Östers IF
- 13 mål: Inge Ejderstedt, Östers IF

## Publiksiffror
Säsongens publiksnitt blev 10 159. Detta var en höjning från de två föregående åren men ändå lägre än alla andra allsvenska säsonger sedan 1957–58. Publiksnittet från 1968 skulle dock inte komma att överträffas igen förrän 2002.

### Högsta publiksiffror
- 35 921: Djurgårdens IF–AIK 2–0, Råsundastadion den 4 september 1968
- 28 051: AIK–Djurgårdens IF 0–4, Råsundastadion den 12 juni 1968
- 22 128: IFK Norrköping–Östers IF 2–0, Norrköpings Idrottspark den 9 maj 1968
- 22 113: Östers IF–Malmö FF 4–1, Värendsvallen den 25 augusti 1968

### Högsta publiksnitt per lag
- 15 622: Östers IF
- 14 552: Malmö FF
- 11 778: IFK Göteborg

## Svenska mästarna
Östers spelare i allsvenskan 1968 var följande:
- Börje Axelsson – 12 matcher / 1 mål
- Jan‐Ivar Bergqvist – 8 matcher
- Lars-Erik Bergstrand – 17 matcher / 1 mål
- Harry Bild – 22 matcher / 14 mål
- Per-Olof Bild – 16 matcher
- Leif Blom – 22 matcher
- Karl-Axel Blomqvist – 22 matcher
- Rolf Damberg – 22 matcher
- Inge Ejderstedt – 22 matcher / 13 mål
- Lars-Göran Fjordestam – 22 matcher / 4 mål
- Jan Fransson – 11 matcher
- Leif Fransson – 22 matcher / 4 mål
- Axel Lindberg – 12 matcher
- Sune Persson – 4 matcher
- Tommy Svensson – 22 matcher / 7 mål
- Roland Winsth – 7 matcher

Tränare för laget var Vilmos Varszegi.